# Tito Larriva

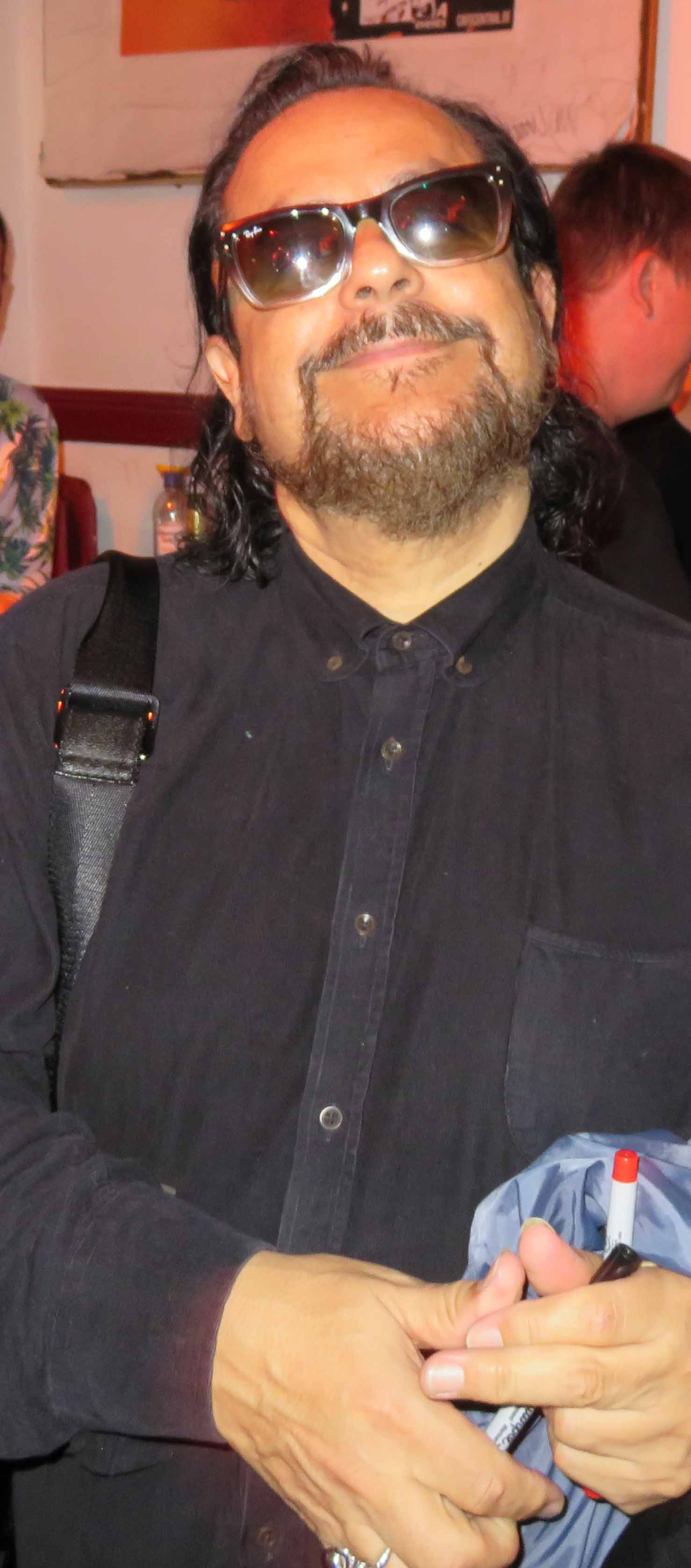
Tito Larriva (2016)

Humberto Lorenzo Rodriquez Larriva (* 1953 in Ciudad Juárez, Chihuahua, Mexiko) ist ein mexikanischer Sänger, Musiker und Schauspieler. 

## Leben
Larriva wuchs auf in Fairbanks, Alaska und El Paso, Texas. Als Kind lernte er, Flöte und Geige zu spielen. Mitte der 1970er-Jahre zog er nach Los Angeles, Kalifornien.
Er lebte einige Jahre in Berlin. Momentan lebt er in Austin (Texas).

## Musikkarriere
Larriva war der Sänger und Rhythmus-Gitarrist der 1970er Punkband The Plugz, der 1980er Rockband Los Cruzados, Psychotic Aztecs und ist es noch bei Tito & Tarantula.

### The Plugz
Er gründete The Plugz 1978 in Los Angeles, Kalifornien. Auch wenn die Band kommerziell nie wirklich erfolgreich war, so garantierte ihre Präsenz während der Geburt des „West Coast Punk“ doch einen anhaltenden Einfluss auf ganze Generationen von Rockbands. Das Plattenlabel Rhino würdigte ihre Rolle in der Los Angeles Musikszene, indem es ihre Version von „La Bamba“ auf „We’re Desperate: The L.A. Scene (1976–1979)“ veröffentlichte. The Plugz veröffentlichten die beiden Alben Electrify Me (1978) und Better Luck (1981). Sie steuerten außerdem drei Lieder zum Soundtrack des Science-Fiction-Films Repo Man bei und spielten 1984 mit Bob Dylan bei der Sendung Late Night With David Letterman.
2007 gab es in Austin ein Reunion-Konzert der Plugz.

### Cruzados
Hauptartikel: Cruzados
Nachdem sich „The Plugz“ aufgelöst hatten, gründeten Larriva und zwei weitere Mitglieder der Band (Tony Marsico und Charlie Quintana) 1984 die Band „Los Cruzados“. Steven Hufsteter (war früher bei The Dickies) trat als Gitarrist bei. The Cruzados wurden von der Kritik gelobt und waren Vorgruppen für Bands wie INXS oder Fleetwood Mac. 1985 veröffentlichten sie das nach ihnen benannte Album Cruzados. 1987 erschien das Album After Dark mit einem neuen Gitarristen (Marshall Rohner). Die Band löste sich 1988 auf, aber Larriva fuhr fort mit allen Bandmitgliedern außer Rohner im späteren Verlauf seiner Karriere zu arbeiten. So spielten Quintana und Marsico als Gastmusiker auf dem Debütalbum seiner nächsten Band „Tito & Tarantula“. Außerdem war ein Lied auf dem Album, an dem Marsico mitgeschrieben hatte und eins, bei dem Hufsteter mitgeschrieben hatte. Auf Tito & Tarantulas drittem Album spielte Hufsteter als Gastmusiker bei einigen Liedern, bei anderen schrieb er mit. 2002 trat Hufsteter der Band offiziell als zweiter Lead-Gitarrist bei.

### Tito & Tarantula
Hauptartikel: Tito & Tarantula

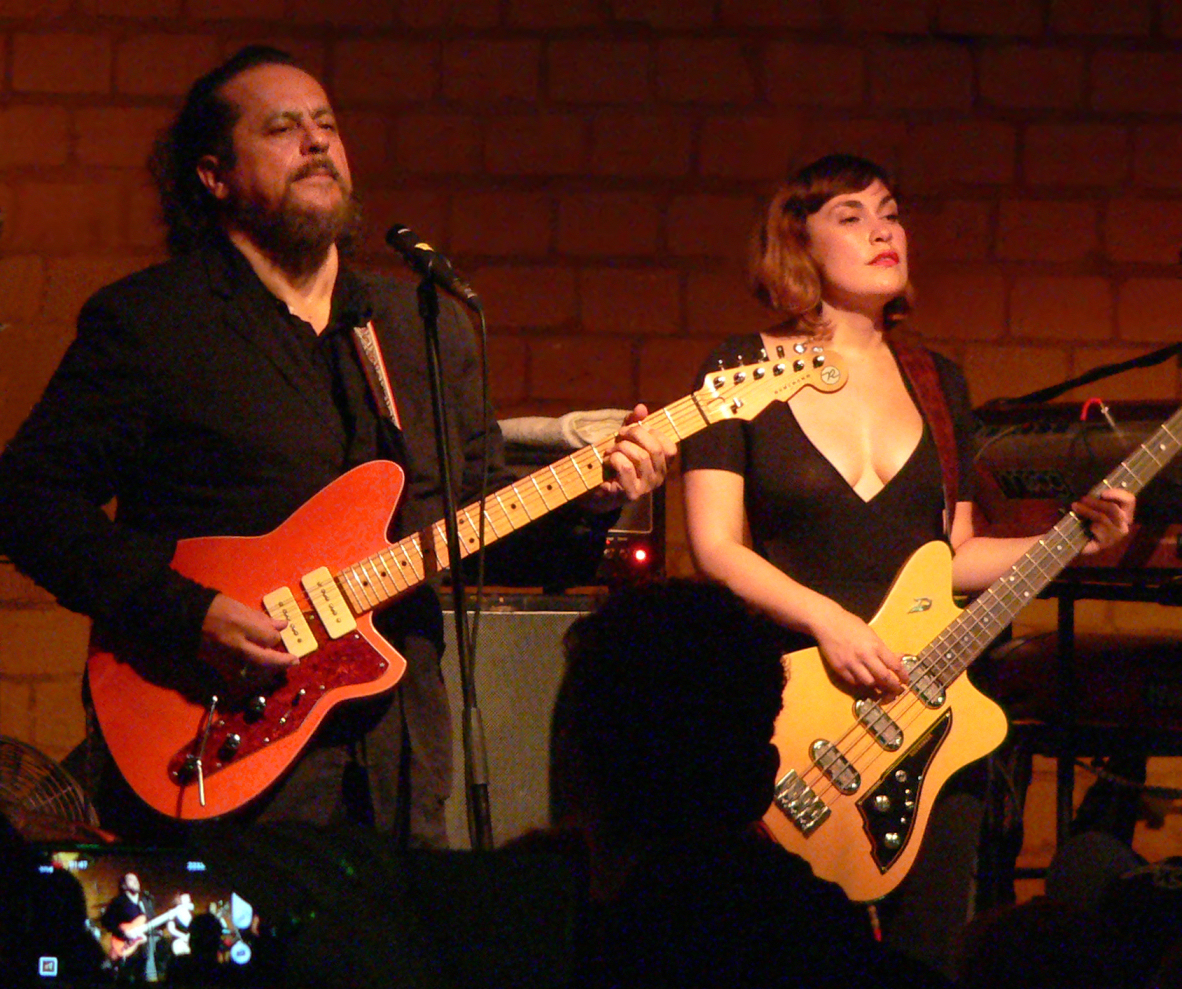
Tito Larriva und Tochter Lolita Carroll Larriva, 2016

„Tito & Tarantula“ begann als Improvisations-Jam-Band, bei der jeder mitspielen konnte, der Lust hatte. „Wir hatten immer eine Art ungeschriebene Regel“, sagte Larriva 1997 zum Tucson Weekly „und diese Regel besagt, dass jeder so ziemlich das spielt, was er will. Die Band studiert niemals vorher etwas ein.“ Die Geschichte der Band geht bis 1992 zurück, als Larriva und der Lead-Gitarrist Peter Atanasoff jede Woche in Bars und Cafés auftraten.
Die Band feierte ihr Debüt auf dem Soundtrack zu Robert Rodriguez’ Film Desperado, in dem Tito Larriva auch eine kleine Rolle übernehmen durfte, mit den Liedern Back to the House That Love Built, Strange Face of Love und White Train. 1996 erschien die Musik der Band auf einem anderen Soundtrack zu einem von Rodriguez’ Filmen, diesmal From Dusk Till Dawn, und zwar die Lieder Cucarachas Enojadas, After Dark und Opening Boxes (letzteres bis heute unveröffentlicht). Im Film selber traten Larriva, Atanasoff und ihr zukünftiger Schlagzeuger Johnny „Vatos“ Hernandez als die in der Bar spielende Band auf. Ein Jahr später (1997) veröffentlichten sie ihr lang erwartetes Debüt-Album Tarantism, dem 1999 Hungry Sally & Other Killer und 2000 Little Bitch folgten. In neuer Konstellation veröffentlichte die Band 2002 Andalucia. Seither tourte die Band praktisch ununterbrochen. Ihr neuestes Album Back into the Darkness erschien am 4. April 2008.

### Psychotic Aztecs
„Psychotic Aztecs“, zusammengesetzt aus Tito Larriva als Sänger, John Avila am Bass, Johnny „Vatos“ Hernandez am Schlagzeug und Steven Hufsteter an der Gitarre, fing als Aufnahmesession bei Grita! Records in Los Angeles an und endete als das Album Santa Sangre, 1999 veröffentlicht.

## Filmkarriere
Larrivas erste Rolle als Schauspieler war 1981 „Hammy“ bei der The Pee-wee Herman Show. Er fuhr fort, bemerkenswerte Nebenrollen in Big-Budget-Filmen wie Born in East L.A., Road House, Kaffee, Milch und Zucker, Desperado, From Dusk Till Dawn oder Irgendwann in Mexico zu übernehmen. Er arbeitet oft mit seinem Freund zusammen, Regisseur Robert Rodriguez. Eine kleine Rolle spielte er 1991 in dem oscarprämierten Kurzfilm Session Man. Darüber hinaus tritt er in einer kleinen Nebenrolle als Hotel-Bewohner in dem Wim-Wenders-Film The Million Dollar Hotel auf.
Bei Grindhouse spielte er eine kurze Rolle beim Fake-Trailer zu Machete.
Abgesehen von seinen Filmrollen hat er am Score zu Dream With the Fishes, Tin Cup, Mi Vida Loca und dem deutschen Film Kai Rabe gegen die Vatikankiller mitgearbeitet.

## Diskografie

### The Plugz
- Electrify Me (1979)
- Better Luck (1981)

### Cruzados
- Cruzados (1985)
- After Dark (1987)
- Unreleased Early Recordings (2000)

### Tito & Tarantula
- Tarantism (1997)
- Hungry Sally & Other Killer Lullabies (1999)
- Little Bitch (2000)
- Andalucia (2002)
- Back Into the Darkness (2008)
- Tarantism - Remastered (2015)
- Lost Tarantism (2015)
- 8 Arms to hold you (2019)

### Psychotic Aztecs
- Santa Sangre (1998)